# Vibyäng
Vibyäng – miejscowość (tätort) w Szwecji, w regionie administracyjnym (län) Uppsala, w gminie Håbo.
Według danych Szwedzkiego Urzędu Statystycznego liczba ludności wyniosła: 311 (31 grudnia 2015), 455 (31 grudnia 2018) i 479 (31 grudnia 2019).